# الصالح صلاح الدين حاجي
الصالح صلاح الدين حاجي أحد سلاطنة المماليك البحرية تولى عرش مصر في الفترة من (1381-1382). من أحفاد السلطان الناصر محمد بن قلاوون.

## خلفية تاريخية
تولى الصالح حاجي الحكم خلفا لأخية السلطان المنصور علاء الدين ولم يمض على حكمه سوى سنة حتى خلع وتسلطن الأمير برقوق من المماليك الجراكسة. غير أنه أعيد الصالح حاجي وحكم مدة سنة واحدة. ثم أخرج السلطان برقوق من سجنه وأعيد إلى سلطانه ، وانتهى أمر المماليك البحرية بشكل دائم وجاء عهد المماليك الجراكسة أو البرجية.